# Baranowice (Drogomyśl)
Baranowice – część wsi Drogomyśl w Polsce położona w województwie śląskim, w powiecie cieszyńskim, w gminie Strumień.
Baranowice, której pseudopatronimiczna nazwa wywodzi się od nazwy osobowej Baran, położone są na lewym brzegu Wisły. Na południu sąsiadują z mającą taką samą nazwę częścią wsi Ochaby Wielkie.
Po zakończeniu I wojny światowej region stał się punktem sporu pomiędzy Polską i Czechosłowacją. Pod koniec wojny polsko-czechosłowackiej wojska czechosłowackie zdobyły lewobrzeżne części wsi Drogomyśla Baranowice i Knaj osiągając linię Wisły..
W latach 1975–1998 część wsi położona była w województwie bielskim.